# إلبلنغ
البلنغ (بالإنجليزية: Elbląg)‏ هي مدينة مع صلاحيات بووتيس ‏ تقع في بولندا في محافظة فارمينسكو-مازورسكي.[بحاجة لمصدر] يقدر عدد سكانها بـ 124,257 نسمة ومساحتها 79,82 كم2 .

## المدن التوأمة
مدن كومبيين، كالينينغراد، بالتييسك، Barßel، لير، دروسكينينكي، Navahrudak، ترنوبل، كوكويمبو، باوجى، تاينان، نوفي سونتس وتروبريدج هي مدن توأمة لـالبلنغ.

## معرض صور

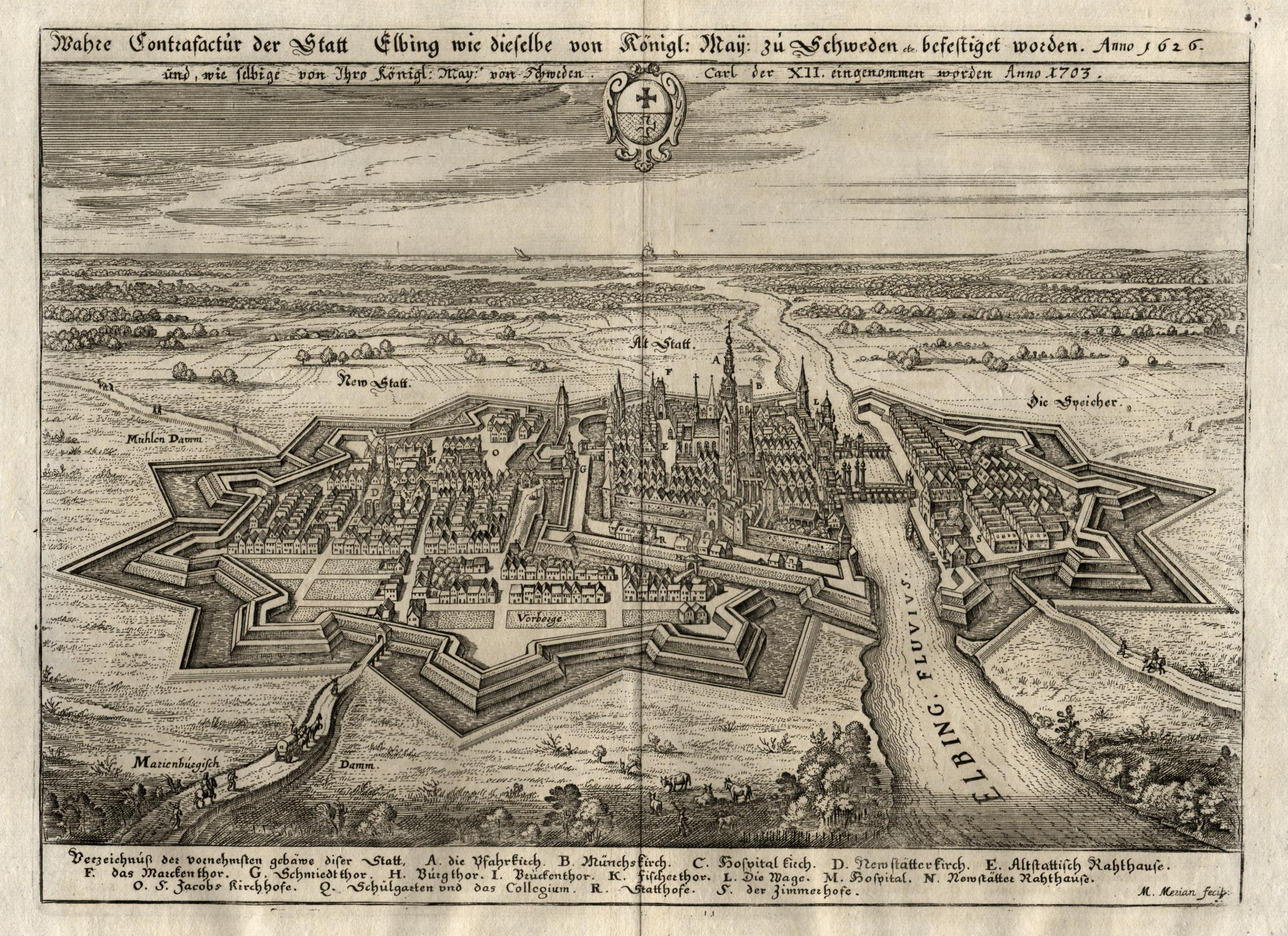
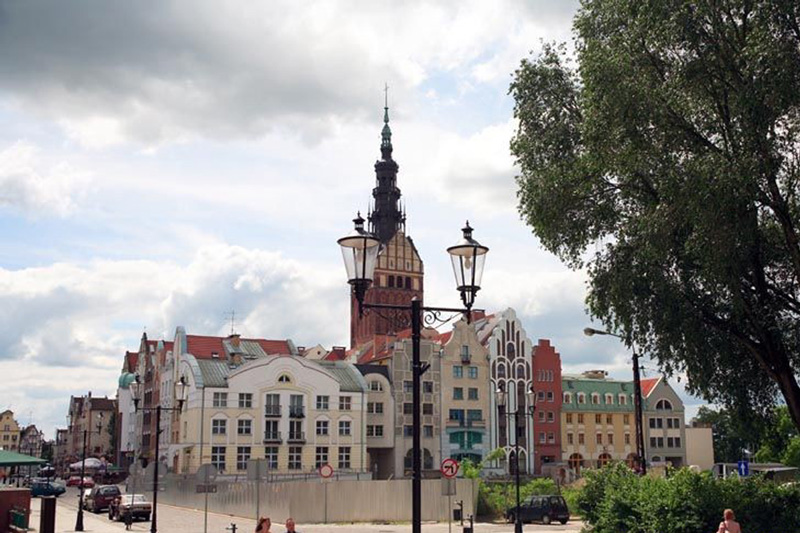
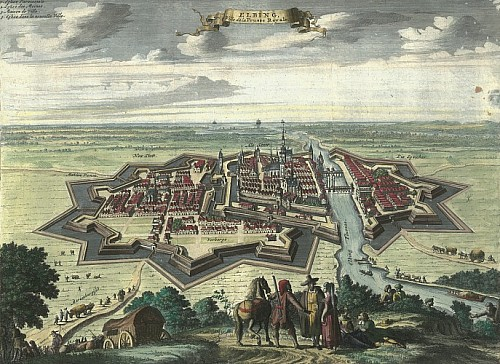

## أعلام
- ويلهلم إدوارد ألبرشت
- هنريك إيوانيك
- تاديوز دابروفسكي
- فرديناند شيتشاو
- بيوتر واديكي